# Agrippa (nome)
Agrippa  è un nome proprio di persona italiano maschile.

## Varianti in altre lingue
- Basco: Agripa
- Bulgaro: Агрипа (Agripa)
- Catalano: Agripa[5]
- Francese: Agrippa
- Greco antico: Ἀγρίππας (Agrippas)
- Latino: Agrippa[1][4][6]
- Polacco: Agryppa
- Portoghese: Agripa
- Russo: Агриппа (Agrippa)
- Spagnolo: Agripa[5]
- Ucraino: Агріппа (Agrippa)

## Origine e diffusione
Continua il cognomen romano maschile Agrippa (secondo alcune fonti usato anche al femminile), che ha due possibili origini: la prima è dai termini latini agr- ("per primo") e pes ("piede), quindi "nato coi piedi in avanti", e veniva dato ai bambini nati con parto podalico (ossia, usciti dal ventre della madre prima con i piedi anziché con la testa); in senso lato può anche essere interpretato come "partorito con fatica" o come "infermo", "cagionevole". Sempre con lo stesso significato viene talvolta ricondotto ai termini greci ἄγρα (agra, "cattura") e πούς (pous, "piede").
La seconda etimologia è dai termini greci αγριος (agrios, "selvaggio") e ‘ιππος (hippos, "cavallo"). Sono anche state ipotizzate origini etrusche.
Oltre che da numerosi personaggi dell'Antica Roma, il nome è presente anche nel Nuovo Testamento, in At 26, dove è narrato un incontro tra Erode Agrippa II e Paolo.
Il nome Agrippina è un suo derivato.

## Onomastico
Il nome Agrippa è adespota, cioè non portato da alcun santo, quindi l'onomastico ricade il 1º novembre, giorno di Ognissanti.

## Persone
- Agrippa, astronomo greco antico
- Agrippa, filosofo greco antico
- Agrippa, leggendario re latino

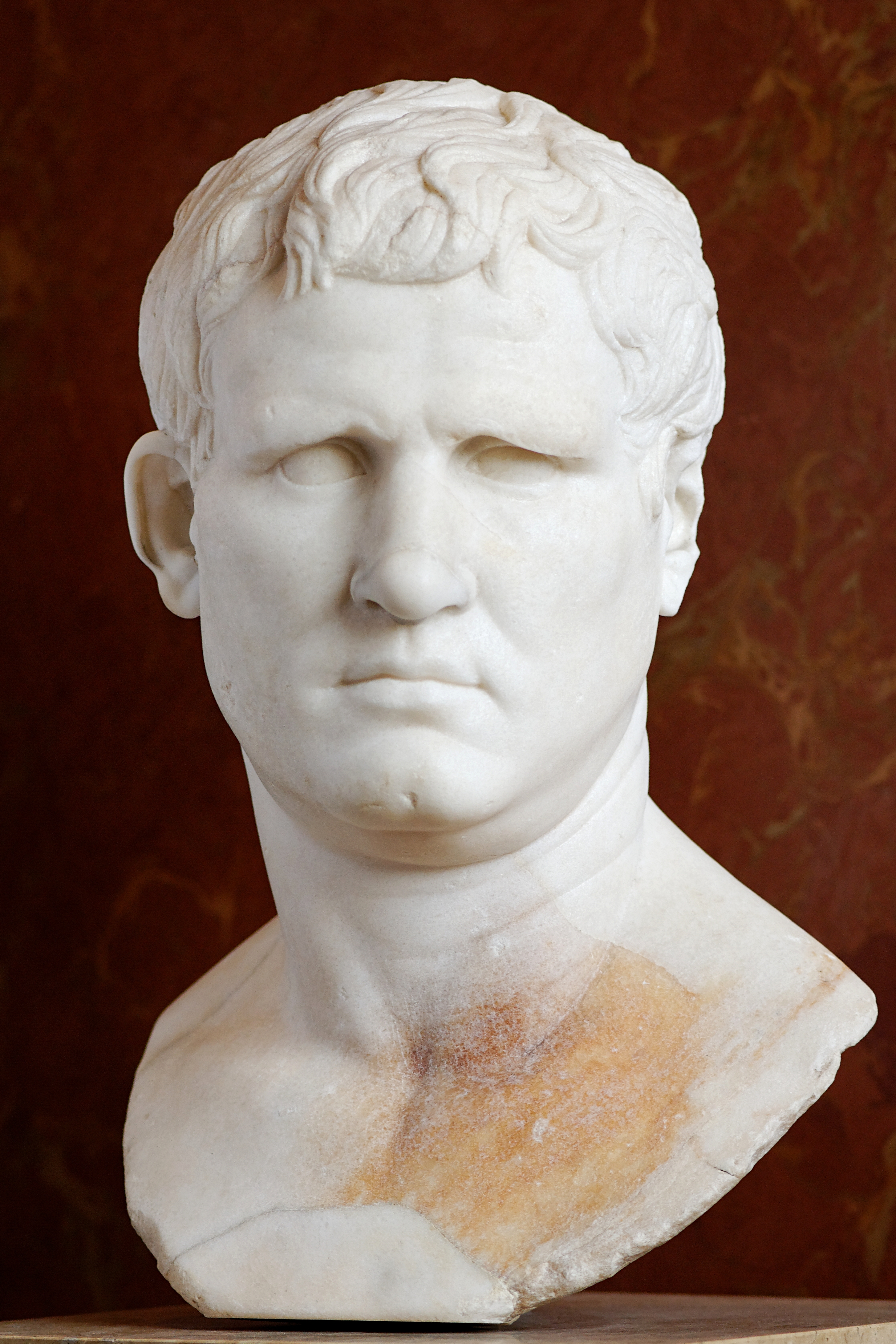
Marco Vipsanio Agrippa

- Agrippa Furio Fuso, politico e militare romano
- Agrippa Furio Medullino Fuso, politico e militare romano
- Agrippa Menenio Lanato, politico romano
- Marco Vipsanio Agrippa, politico, militare e architetto romano
- Erode Agrippa I
- Erode Agrippa II
- Théodore Agrippa d'Aubigné, poeta francese
- Agrippa von Nettesheim, alchimista, astrologo, esoterista e filosofo tedesco

## Toponimi
- Agrippa è un cratere della superficie lunare, che prende il nome dall'omonimo astronomo greco.